# Apacachodegodeguí
Apacachodegodegi (Apacachodegodeguí, Apacachodeguo, Apacatchudeho, Pacajudeus) /"gente del país de los ñandúes"; Os Habitantes dos Campos das Emas/. je jedna od lokalnih grupa Mbaya Indijanaca, uže grupe Cadiguegodi, porodica Guaycuruan, iz Paragvaja i Brazila.
Apacachodegodegui ili 'narod nandua', apaq =nandu, (vidi)su govorili jezikom ili dijalektom istočne grane Mbaya, i srodni su plemenima iz južnobrazilske države Mato Grosso do Sul, Lichagotegodí (Ikatxodéguo, Icachodeguo), Gotocogegodegí ili Gotocogegodeguí i Eyibogodegí.
Na područje Chaca na obale rijeke río Apa i Jejuí migriraju 1670-tih godina.